# Agalinis albida
Agalinis albida är en snyltrotsväxtart som beskrevs av Nathaniel Lord Britton och Pennell. Agalinis albida ingår i släktet Agalinis och familjen snyltrotsväxter. Inga underarter finns listade i Catalogue of Life.